# Isbanir Fossa
L'Isbanir Fossa è una struttura geologica della superficie di Encelado.